# FolkRockaBoom
FolkRockaBoom è il terzo album discografico in studio del duo palermitano Il Pan del Diavolo, pubblicato nel giugno 2014.

## Descrizione
Pubblicato da La Tempesta Dischi come i precedenti lavori, l'album è stato annunciato dal gruppo nel marzo 2014. La produzione è stata curata dallo stesso duo de Il Pan del Diavolo con Antonio Gramentieri (Sacri Cuori). Il disco è stato registrato in presa diretta presso il Duna Studio di Russi, mentre il missaggio è stato effettuato a Tucson (Stati Uniti) da Craig Schumacher (collaboratore di Calexico e Giant Sand).
Il brano Il meglio è stato pubblicato nel gennaio 2014 ed era stato presentato alla selezioni delle "nuove proposte" del Festival di Sanremo 2014.
Il 14 maggio 2014 è uscito il videoclip del brano FolkRockaBoom, che dà il titolo all'album.
Il 7 luglio è uscito il secondo videoclip Un Classico.
Il 27 luglio 2015 è uscito il terzo videoclip Io Mi Do.
Il tour legato a questo disco è durato più di due anni, con una media di settanta concerti l'anno.

## Tracce
1. FolkRockaBoom – 4:06
2. Mediterraneo – 3:54
3. Vivere fuggendo – 3:55
4. Il meglio – 3:33
5. Cattive idee – 2:39
6. Io mi do – 2:38
7. I peggiori – 4:06
8. Un classico – 3:58
9. Nessuna certezza – 3:25
10. Mezzanotte – 3:36
11. Aradia – 3:51 – feat. Andrew Douglas Rothbard
12. Il domani – 3:18 – feat. Sacri Cuori

## Formazione
Gruppo
- Pietro Alessandro Alosi - voce, grancassa, chitarra elettrica, chitarra acustica, percussioni
- Gianluca Bartolo - chitarra a 12 corde, chitarra elettrica, chitarra acustica, chitarra classica, dobro, basso, mandolino, banjo, cigar box guitar, percussioni, tastiere, organo, voce, cori

Altri musicisti
- Antonio Gramentieri - basso, chitarra elettrica, slide guitar, synth bass, mellotron, percussioni, cori
- Diego Sapignoli - batteria, percussioni
- Denis Valentini - rullante, bongos, percussioni
- Francesco Giampaoli - contrabbasso, basso
- Andrew Douglas Rothbard - chitarre elettriche in Aradia
- Franco Beat - mellow-m520 in Il meglio